# Triphaenopsis postalbata
Triphaenopsis postalbata là một loài bướm đêm trong họ Noctuidae.